# Бутан на Светском првенству у атлетици на отвореном 2022.
Бутан је на 18. Светском првенству у атлетици на отвореном 2022. одржаном у Јуџину  од 15. до 25. јула учествовао седми пут. Репрезентацију Бутана представљао је један такмичар који се такмичио у трци на 100 метара,
На овом првенству представник Бутана није освојио ниједну медаљу али је оборио лични рекорд.

## Учесници
Мушкарци:
- Mipham Yoezer Gurung — Трка на 100 метара

## Резултати

### Мушкарци
| Атлетичар            | Дисциплина | Лични рекорд | Предтакмичење | Предтакмичење | Квалификације        | Квалификације        | Полуфинале           | Полуфинале           | Финале               | Финале       | Детаљи |
| Атлетичар            | Дисциплина | Лични рекорд | Резултат      | Место         | Резултат             | Место                | Резултат             | Место                | Резултат             | Место        | Детаљи |
| -------------------- | ---------- | ------------ | ------------- | ------------- | -------------------- | -------------------- | -------------------- | -------------------- | -------------------- | ------------ | ------ |
| Mipham Yoezer Gurung | 100 м      | 12,05        | 11,86 ЛР      | 7. у гр. 1    | Није се квалификовао | Није се квалификовао | Није се квалификовао | Није се квалификовао | Није се квалификовао | 24 / 67 (71) |        |